# Митьковщина (Брянская область)
Митьковщина — упразднённая в 1964 году деревня в Жуковском районе Брянской области. Вошла в состав села Дятьковичи в составе Шамординского сельского поселения.

## География
Располагалась на правом берегу Десны, в 2 км к северо-западу от села Вщиж.

## История
Впервые упоминается в 1487 году как селище, бывшее боярское село. В XVIII веке — владение Вепрейских, позднее также Мачехиных, Тютчевых, Щербовых и других помещиков. Состояла в приходе села Вщиж.
В XVII—XVIII вв. входила в состав Подгородного стана Брянского уезда; с 1861 по 1929 год в Овстугской волости Брянского (с 1921 — Бежицкого) уезда. 
С 1929 года в Жуковском районе, входила в состав Дятьковичского сельсовета.
В 1964 году включена в состав села Дятьковичи (ныне — его северо-восточная часть).

## Население
| Годы      | 1866 | 1926 |
| --------- | ---- | ---- |
| Население | 174  | 311  |

## Инфраструктура
С 1900 года работала школа грамоты.

## Транспорт
Просёлочные дороги. 